# Don Garzia (Alfieri)
Don Garzia è una tragedia di Vittorio Alfieri pubblicata per la prima volta nel 1789.

## Trama
Garzia, figlio di Cosimo I de' Medici, accetta, minacciato dal padre, di assassinare l'avversario politico Salviati, padre della donna amata. Ma suo fratello Piero organizza un inganno e Garzia, inconsapevolmente, colpisce l'altro loro fratello, Diego. Cosimo, in preda all'ira, uccide Garzia.
Cosimo I de' Medici, nato nel 1519, divenne Duca di Firenze nel 1537, e successivamente fu il primo Granduca di Toscana. Apparteneva a un ramo collaterale della famiglia dei Medici, che si era estinta, dopo che la sua fortuna era culminata con Lorenzo il Magnifico, l'anno stesso della nascita di Cosimo. Cosimo fu un legislatore severo e di successo. I personaggi della tragedia sono proprio Cosimo, la moglie Eleonora e i loro tre figli, Diego, il più anziano e futuro erede, Piero e Garzia. 
La tragedia si basa su avvenimenti avvenuti nel 1562 ma si basa sul falso presupposto, diffuso dai nemici della dinastia medicea, della morte per omicidio del protagonista (che invece morì di malaria, come affermavano le fonti ufficiali, confermate dalle moderne analisi sui resti).

### Atto I
Cosimo si consulta con i tre figli circa l'atteggiamento da tenere con il cugino Salviati, unico ma pericoloso nemico della loro dinastia. Diego raccomanda che sia apertamente condannato a morte; Garzia ricorda la storia della famiglia e consiglia fortemente un tentativo di riconciliazione; Piero, il più giovane, di temperamento disonesto, suggerisce che si conferisca una promozione a Salviati, così, quando questo si sarà dimostrato traditore, Cosimo avrà un giusto motivo per liberarsi di lui.
Cosimo accetta il consiglio di Diego, e riprende Garzia per le parole usate. Quando i tre figli restano soli, Diego, di indole arrogante, litiga con Garzia, e per poco non vengono alle armi. Piero interviene e Garzia parte. Poi Piero abilmente istiga Diego contro Garzia, dipingendolo come il favorito della madre, e insinuando che la donna stia cercando di togliere a Diego i favori di Cosimo.

### Atto II
Cosimo loda Diego a Eleonora indicandolo come il loro figlio più valoroso, e la critica per il suo eccessivo amore per Garzia, di cui biasima la condotta, mentre Eleonora lo difende. Giunge Piero, dicendo di avere importanti novità da comunicare personalmente al padre; quando Eleonora li ha lasciati, riferisce della lite tra i suoi fratelli, facendo del suo meglio per accrescere il risentimento di Cosimo verso Garzia. Cosimo gli dice di sapere che Garzia è un amico intimo del loro nemico Salviati, e Piero replica dicendo di avere scoperto la vera causa di questo: Garzia è innamorato della figlia di Salviati, Giulia. Diego si unisce a loro, parlando con gentilezza di Garzia, e chiede a Cosimo di scusarlo per il diverbio occorso tra loro. Cosimo si lamenta con sé stesso per l'inferiorità di Garzia rispetto agli altri due figli, ma biasima Diego per l'indulgenza dimostrata intercedendo per lui, poiché questo non indica una persona di carattere adatto a succedergli sul trono.

### Atto III
Cosimo manda a chiamare Garzia, e finge di avere meditato e di essersi convinto del suo punto di vista su Salviati. Garzia è felice per il cambiamento del padre, e gli confessa l'amore per Giulia, al quale però Salviati si opporrebbe. Ma Cosimo rivela che stava fingendo e comanda a Garzia di attirare Salviati nel palazzo e di ucciderlo con la spada che gli consegna appositamente, altrimenti sarà Garzia stesso a morire. Garzia è turbato.
Cosimo parte ed entra Eleonora. Garzia rivela anche alla madre il proprio amore per Giulia e le racconta del crudele ordine ricevuto, chiedendole di mettere Giulia in salvo e di intercedere presso Cosimo, cosa che ella promette di fare. Giunge Piero, portando a Garzia la notizia che Cosimo ha già fatto arrestare Giulia, con l'ordine di ucciderla se qualunque cosa verrà fatta in suo aiuto. L'unico modo di salvare Giulia, conclude Piero, è che Garzia uccida Salviati. Garzia, infine, si lascia convincere di questo.

### Atto IV
Diego, di ritorno dalla caccia, domanda a Piero il motivo dell'eccitazione in cui ha visto Garzia. Piero gli risponde che Garzia si sta recando a un convegno segreto con Salviati, per ordire una congiura contro il loro padre, e gli consiglia di nascondersi nei pressi e stare a vedere cosa avviene tra i due. Diego raccoglie il suggerimento del fratello. Quando entra Garzia, lo stesso Piero si nasconde.
Garzia riflette tra sé sullo sleale misfatto che dovrebbe commettere, e di cui si sta pentendo. Eleonora lo raggiunge e dice di essere stata mandata da Cosimo, in assenza di Piero, per accertarsi che Garzia si stia preparando all'uccisione di Salviati; Cosimo, dice Eleonora, tiene Giulia sotto la minaccia di un pugnale. Garzia, terribilmente angosciato, corre a compiere il delitto, e Piero, avanzando, esulta per la riuscita del proprio stratagemma. Garzia torna, gli dice di avere ucciso Salviati e mostra a riprova di ciò un'arma coperta di sangue.

### Atto V
Giunge Cosimo e Garzia lo informa della morte di Salviati. Cosimo risponde che come ricompensa Garzia potrà sposare Giulia. Garzia rifiuta sdegnato di avere la sua mano come prezzo del sangue di Salviati. Cosimo vuole le prove che Salviati sia proprio morto. Garzia ripete il suo racconto, ma Cosimo dice di sapere che quella notte Salviati non è stato nel palazzo, né è stato visto recarvisi. Garzia è terrorizzato; Cosimo continua a fargli domande, poi esce, deciso a capire chi è la vittima di Garzia.
Giunge Eleonora, e implora Garzia di fuggire dall'ira del padre. Cosimo torna furente, con la spada sguainata, annunciando di avere appreso che l'uomo ucciso non è Salviati, ma Diego. Quindi Cosimo trafigge Garzia, che esalando l'ultimo respiro proclama che egli stesso e Diego sono le vittime degli intrighi di Piero.
Eleonora: Il figlio?... Oh colpo.
[Cade tramortita.]
Cosimo: Empia, t’è figlio chi ti uccide un figlio?
Garzia: Empi... siam tutti... Il sol... più iniqua schiatta...
non rischiarò giammai. — Padre, se ucciso
Diego è da me,... ti giuro,... ch’io nol seppi.
Dell’esecrando error... Piero... è.... l’autore...
Padre... io... moro; e non... mento: il ciel ne attesto.
Cosimo: Diego amato, ti perdo!... Oh cielo! e il brando
tinto nel sangue ho di costui?... Sta presso
la consorte a morir: sospetti feri
cadon sul figlio che mi avanza... Oh stato!
A chi mi volgo?... Ahi lasso!... In chi mi affido?»

## Edizioni
- Vittorio Alfieri, Tragedie, Sansoni 1985